# Marle (tổng)
Tổng Marle là một tổng ở tỉnh Aisne trong vùng Hauts-de-France.

## Địa lý
Tổng này được tổ chức xung quanh Marle thuộc quận Laon. Độ cao thay đổi từ 62 m (Froidmont-Cohartille) đến 185 m (Tavaux-et-Pontséricourt) với độ cao trung bình 97 m.

## Các đơn vị cấp dưới
Tổng Marle gồm 23 xã với dân số là 7 304 người (điều tra năm 1999, dân số không tính trùng)
| Xã                      | Dân số | Mã bưu chính | Mã insee |
| ----------------------- | ------ | ------------ | -------- |
| Agnicourt-et-Séchelles  | 211    | 2340         | 02004    |
| Autremencourt           | 162    | 2250         | 02039    |
| Bosmont-sur-Serre       | 190    | 2250         | 02101    |
| Châtillon-lès-Sons      | 88     | 2270         | 02169    |
| Cilly                   | 246    | 2250         | 02194    |
| Cuirieux                | 143    | 2350         | 02248    |
| Erlon                   | 300    | 2250         | 02283    |
| Froidmont-Cohartille    | 209    | 2270         | 02338    |
| Grandlup-et-Fay         | 325    | 2350         | 02353    |
| Marcy-sous-Marle        | 233    | 2250         | 02460    |
| Marle                   | 2 529  | 2250         | 02468    |
| Monceau-le-Waast        | 230    | 2840         | 02493    |
| Montigny-le-Franc       | 192    | 2250         | 02513    |
| Montigny-sous-Marle     | 62     | 2250         | 02516    |
| La Neuville-Bosmont     | 196    | 2250         | 02545    |
| Pierrepont              | 379    | 2350         | 02600    |
| Saint-Pierremont        | 62     | 2250         | 02689    |
| Sons-et-Ronchères       | 236    | 2270         | 02727    |
| Tavaux-et-Pontséricourt | 590    | 2250         | 02737    |
| Thiernu                 | 128    | 2250         | 02742    |
| Toulis-et-Attencourt    | 115    | 2250         | 02745    |
| Vesles-et-Caumont       | 194    | 2350         | 02790    |
| Voyenne                 | 284    | 2250         | 02827    |

## Biến động dân số
| 1962                                                     | 1968  | 1975  | 1982  | 1990  | 1999  |
| -------------------------------------------------------- | ----- | ----- | ----- | ----- | ----- |
| 8 240                                                    | 8 843 | 8 232 | 7 760 | 7 530 | 7 304 |
| Nombre retenu à partir de 1962 : dân số không tính trùng |       |       |       |       |       |